# 勇気
勇気（ゆうき、希: ἀνδρεία, 羅: fortia, 英: courage）とは、普通の人が、恐怖、不安、躊躇、あるいは恥ずかしいなどと感じることを恐れずに（自分の信念を貫き）向かっていく積極的で強い心意気のこと。勇ましい強い心をいう。語義解によれば、いさむ（強）にはつよい、悪い、乱暴の意を含む。
類義語に「勇猛」、「勇敢」「勇壮（雄壮）」「剛勇」等があり、勇気を使った四字熟語では「勇気百倍」、「勇気凛々」等がある。また、強く、雄々しいイメージから男子の名前に好んでつけられる。
相手を励まし、勇気を与えることを「勇気づける」という（「勇気をもらう」は誤用）。また、「勇を鼓（こ）す」というと、勇気を奮い起こす意になる。
徳目の一つとして、古代ギリシアなどでは重視された。

## 哲学における勇気の考察
プラトンは著書『ラケス』において、ソクラテスによる「勇気」の考察を紹介している。
勇気とは、「恐るべきものと恐るべからざるものとを識別することなり」
「勇にして礼無ければ則ち乱す」（勇気も度が過ぎると乱暴なだけである）出典-『論語』
「義を見てなさざるは勇なきなり」（孔子: 『論語』・為政）
「戦場に駆け入りて討死するはいとやすき業にていかなる無下の者にてもなしえらるべし。生くべき時は生き死すべき時にのみ死するを真の勇とはいうなり」（徳川光圀）

## さまざまな勇気
一概に「勇気」と言っても様々な種類がある。例えば、正義のための勇気なら「義勇」になる。ここでは様々な勇気を紹介する。
- 義勇（正義のための勇気）
- 知（智）勇（知恵と勇気）
- 沈勇（勇気があり、落ち着いている）
- 蛮勇（乱暴で、向こう見ずな勇気）
- 武勇（武術に優れており、勇ましい）

## 四字熟語
勇気に関連した四字熟語。
- 勇気百倍
- 勇気凛々
- 勇往邁進
- 勇猛果敢